# 高橋健太郎 (音楽評論家)
高橋 健太郎（たかはし けんたろう、1956年1月19日 - ）は、日本の音楽評論家、音楽制作者。

## 経歴
東京都大田区出身。父は通産官僚や銀行員を務めた高橋康太郎。父方の祖父は農商務・商工官僚の高橋康順。母方の祖父は内務官僚の武部六蔵。叔父は道路技術者の武部健一。大伯父は文部官僚の武部欽一。
東京都立小山台高等学校、一橋大学社会学部入学。学生時代からバンド活動を行う。一橋大学に通っていたものの、勉強しないでバンドばかりだったおかげで留年し、大学卒業に6年かかったことを明かしている。大学在学5年時に、『YOUNG GUITAR』や『Player』でフリーライターとして活動を開始した。就職活動せず、そのまま大学卒業したことで、正社員ではない状態でライターとして働いていた。その後『ミュージック・マガジン』、『朝日新聞』、『平凡パンチ』、『POPEYE』、『BRUTUS』、『DIME』、『クロスビート』、『ステレオサウンド』、『サウンド&レコーディング・マガジン』、『ケトル』等で音楽評論を執筆するほか、音楽プロデューサーやレコーディング・エンジニア、DJとしても活動。2012年には電子版の音楽雑誌『エリス』を創刊し、2014年まで編集長を務めた。
2000年にはインディーズ・レーベル「MEMORY LAB」を設立。2004年にはピーター・バラカンらと音楽レコードの還流防止措置反対運動に参加し、衆議院文部科学委員会に参考人として出席し意見陳述を行った。2004年には音楽配信サイト「レコミュニ」の創設に参加。「レコミュニ」から発展した音楽配信サイト「OTOTOY」でもプロデューサーを務め、ハイレゾの音楽配信を押し進めた。
父の通商産業省時代の同期が原子力政策に関わっていたことなどから幼少時より原子力に興味を持ち、2007年の新潟県中越沖地震後には坂本龍一らと柏崎刈羽原子力発電所廃炉の署名運動を行った。
2011年に特定非営利活動法人APAST理事に就任したが、2014年に同NPOを離れている。同法人は2021年01月19日に閉鎖。
2011年5月には福島第一原発事故を受けて「福島の人全員は無理でも、なんとか子供たちの安全だけでも守れないか」とする「オペレーション・コドモタチ」活動への賛同を寄せた。2016年、初の小説作品『ヘッドフォン・ガール』を発表した。
2017年10月、立憲民主党が新たに結党されたことを受け、民主党のゆるキャラである「民主くん」にRickenbackerのギターを持たせた「立憲民主くん」なるキャラクターを作成し、自身のTwitterに投稿した。両者の名前をかけたもので、立憲民主党、民進党、リッケンバッカー社いずれの許諾も得ていない完全に非公式なものであるがウケて、公式採用されることなった。

## 著作

### 著書
- 『音楽の未来に蘇るもの―ポップ・ミュージックの進化と深化』太田出版 1991/06
- 『ポップミュージックのゆくえ 音楽の未来に蘇るもの』アルテスパブリッシング 2010/6/30
- 『スタジオの音が聴こえる 名盤を生んだスタジオ、コンソール&エンジニア』DU BOOKS 2015/6/5
- 『ヘッドフォン・ガール』アルテスパブリッシング 2016/1/25

### 作曲・編曲
- 国本武春『オドレ・ドーラ』
- 湯川潮音『MATCH BOX』
- CHIEKO BEAUTY『オレンジ色の恋』、『LOVE AGAIN』、『MILK TEA』
- ランキン・タクシー『カリプソ恋しぐれ』
- 朝日美穂『ディズニーランド・コンプレックス』、『夢落ちる』、『ブラックキューピッド』、「だいすき」
- 木村カエラ『HOCUS POCUS』（『BANZAI』及び『HOCUS POCUS』収録）

### プロデュース
- ベスタクスオールジャパンオープンDJバトルコンテスト
- 『TOKYOディスクジョッキーズ・オンリー』
- JAGATARA『そらそれ』、『おあそび』
- 朝日美穂『Apeiron』、『Onion』、『Thrill March』、『Holiday』、『ホリアテロリズム』、『ひつじ雲』
- グリーディー・グリーン『BEEP』、『MW』
- さかな『BLIND MOON』、『LOCOMOTION』
- 『Tribute To Yasuyuki Okamura EP』
- 篠原ともえ『MEGAPHONE SPEAKS』
- phat『zoom』、『king of pimp』、『siki』、『tayutaf』
- 藤原大輔『白と黒にある四つの色』、『JAZZIC ANOMALY』
- Limited Express (has gone?)『Makes You Dance』、『生け贄のJesus Child』、『The Best Is Coming』
- チエコ・ビューティー『Beauty's』
- ミホミホマコト『ミホミホマコト』

### エンジニアリング
- 福岡史朗『朝のステーキ』
- アラゲホンジ『アラゲホンジ』、『はなつおと』
- manuel bienvenu『bring me the head of manuel bienvenu』
- スクーターズ『女は何度も勝負する』
- たんきゅん『JCJC』
- たんきゅんデモクラシー『くし正く清』、『ひげヒゲげひポンポン』
- 田中茉裕『小さなリンジー』、『I'm Here』
- TICA『LATEST RULES』
- MUSEMENT『Random Access Melody』
- ズボンズ『B★B★B』
- 湯川潮音『うたのかたち』
- 世武裕子『アデュー世界戦争』
- 山本精一『なぞなぞ』
- フリーボ『あこがれ』
- SOUR『WATER FLAVOR EP』
- hi-poji『茶々＆ちび〜三角橋の猫の歌〜』
- 松永孝義『Quarter Note - The Main Man Special Band Live 2004-2011』